# Jean Samazeuilh
Pour les articles homonymes, voir Samazeuilh.
Jean Samazeuilh, né le 17 janvier 1891 à Bordeaux et mort le 23 avril 1965 à Mérignac, est un joueur de tennis, journaliste et écrivain français.

## Biographie
Jean Pierre Fernand Samazeuilh est le fils de Joseph Samazeuilh (1851-1936), banquier - résidant cours de l'Intendance à Bordeaux - et de Marguerite Seignouret (1860-1940). Cousin du compositeur Gustave Samazeuilh, il est aussi le petit-fils de l'homme politique Victor Lefranc.
Figure du tennis bordelais à une époque où le sport est dominé par les parisiens, Jean Samazeuilh se fait connaître en 1914 lorsqu'il atteint la finale du championnat de France où il est battu par Max Decugis dans le Challenge Round. Il crée la surprise en 1921 en s'imposant en simple contre le tenant André Gobert (6-3, 6-3, 2-6, 7-5). Lors de la défense de son titre l'année suivante, il s'incline contre le jeune Henri Cochet (8-6, 6-3, 7-5). En 1923, il est champion de France de double avec Jean-François Blanchy contre Lacoste et Cochet. Par la suite, il participe à neuf reprises aux Internationaux de France à Roland-Garros, sans toutefois dépasser le 3e tour. En 1930, il pousse Jean Borotra en cinq sets.
En 1920, il dispute le tournoi de tennis des Jeux olympiques à Anvers. Battu lors de son premier match en simple par Charles Winslow, il échoue au second tour en double contre une paire sud-africaine, associé au bordelais Daniel Lawton.
Sélectionné à trois reprises en Coupe Davis, il bat en 1921 le capitaine indien Sydney Jacob mais ne peut empêcher la défaite de son équipe après son échec contre Mohammed Sleem. En 1923, à l'occasion d'une rencontre face au Danemark organisée dans son club de la Villa Primrose, il remporte le double avec Henri Cochet, ainsi que le dernier match sans enjeu face à Erik Tegner. Il connaît sa dernière sélection contre la Suisse en demi-finale européenne où il est aligné en double avec Blanchy.
Titulaire d'une licence de philosophie, il exerce comme journaliste sportif. Collaborateur auprès de La Petite Gironde puis de Sud Ouest - son successeur après la Guerre - il est aussi chroniqueur tennis au Miroir des sports et à l'Action française de 1929 à 1932 sous le pseudonyme de Jean Zeuilh. Après la Guerre et jusqu'à sa mort, il est correspondant pour L'Équipe. Il couvre plusieurs tournois internationaux à l'étranger, aussi bien à Wimbledon qu'à l'US Open. Pianiste de talent, violoniste et joueur d'ocarina, il « cultive avec passion les lettres et la musique » d'après l'écrivain François Mauriac.
Ce passionné d'aviron et de canoë était membre de la Section du Sud-Ouest du Club alpin français, ainsi que du Canoë Club de France. Connu pour être un spécialiste et l'un des pionniers de la descente des gaves pyrénéens en canoë, il a écrit un ouvrage et plusieurs articles sur le sujet. Sportif éclectique, il pratiquait aussi bien le golf, le tandem et le jeu de paume.

## Publications
- Nos croisières en canoë canadien, librairie Raymond Picquot, Bordeaux, 1933[8]
- En marge d'une vie sportive, Delmas, 1938[9]
- Champions et voyages, L'Indépendant, 1953

## Distinction
- Médaille d'or de l'Education Physique et des Sports en 1952[10]